# Sveriges Kreditbank

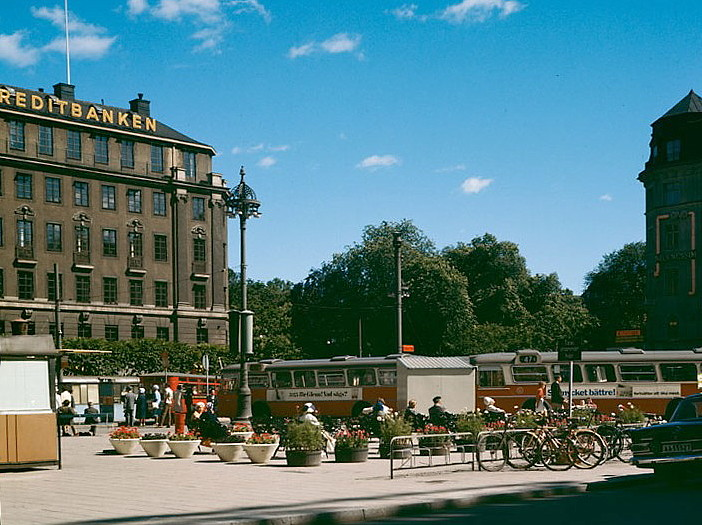
Kreditbanken vid Norrmalmstorg 1968.

Sveriges Kreditbank, även kallad Kreditbanken, var en statligt ägd svensk affärsbank grundad 1923 under namnet Jordbrukarbanken. Den existerade till 1974 när den slogs ihop med den statliga Postbanken och bildade PKbanken, det vill säga Post- och Kreditbanken. PKbanken har därefter bytt namn och deltagit i flera ytterligare sammanslagningar, men bolaget existerar fortfarande och är idag moderbolag i den nordiska finanskoncernen Nordea.

## Historik

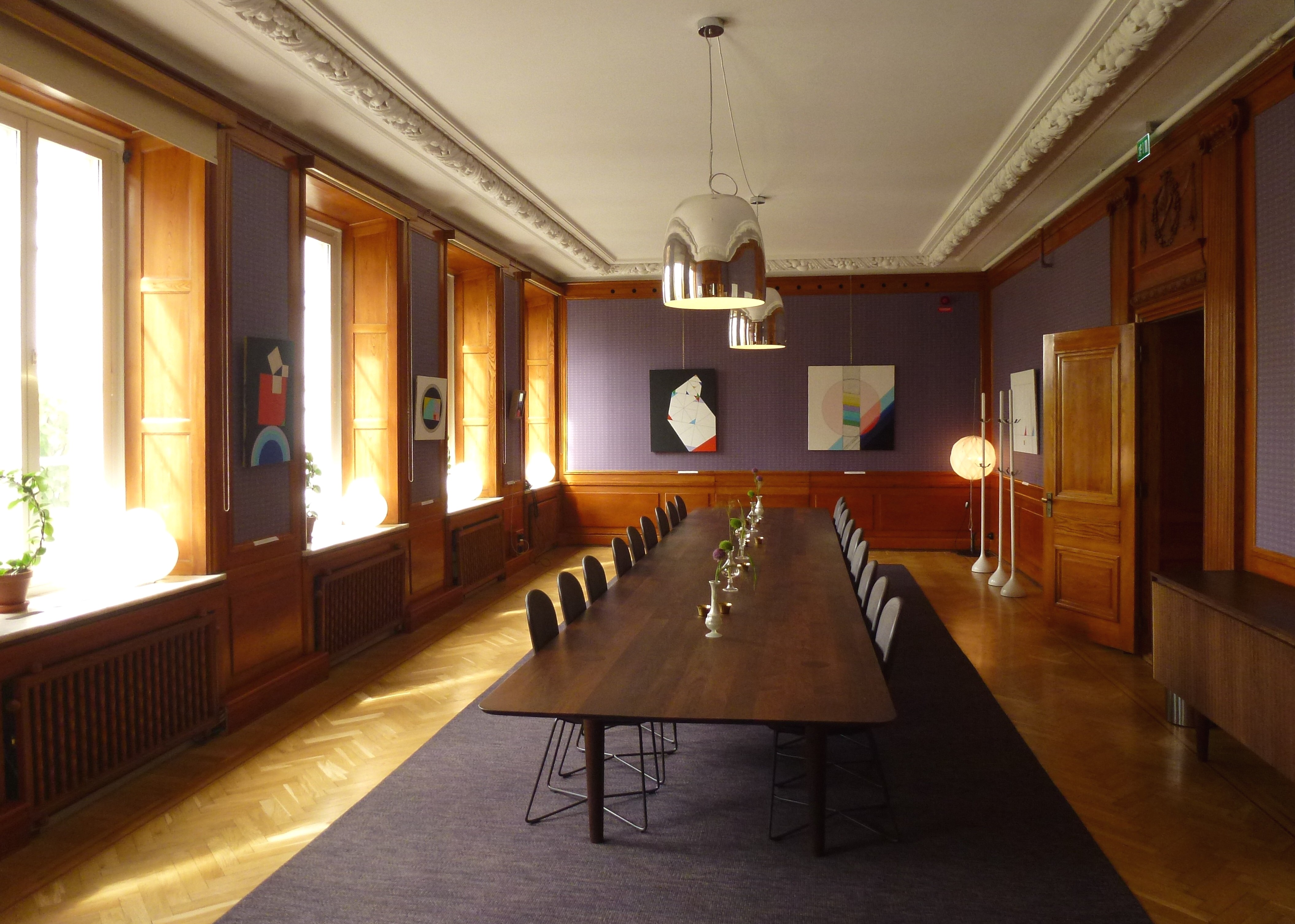
Styrelserummet i före detta Kreditbankens hus vid Norrmalmstorg.

I och med 1922 års stora bankkris tvingades Svenska Lantmännens Bank rekonstrueras med hjälp av den statliga bankakuten AB Kreditkassan av år 1922. Härigenom bildades 1923 den statliga Jordbrukarbanken, (ej att förväxlas med den 1958 av jordbrukskassorna etablerade Jordbrukets bank). Bankstödsbolaget Kreditkassan hade även 1925 medverkat i rekonstruktionen av Göteborgs handelsbank varvid kassan kom att äga hälften av banken. Då Göteborgs handelsbank 1949 såldes till Skandinaviska banken överfördes 14 kontor till Jordbrukarbanken och därigenom bildades 1951 Sveriges Kreditbank.
Det statliga Postverkets bankverksamhet hade 1960 bytt namn från Postsparbanken till Postbanken, men staten som ägare stod fortfarande under tryck att omvandla verksamheten till en reguljär bank. Lösningen blev till sist att slå samman Postbanken och Kreditbanken till Post- och Kreditbanken, det vill säga PKbanken, vilket genomfördes den 1 april 1974. Den statliga storbanken blev härigenom störst i fråga om rörelseomslutning.

## Bankens huvudkontor
Bankens huvudkontor låg mellan 1923 och 1974 på Norrmalmstorg 2. Byggnaden var ett tidigare bostadshus från 1880-talet som 1920 byggdes om i 20-talsklassisicm för Svenska Lantmännens Bank enligt Torben Gruts ritningar. Fasaderna slätputsades och smyckades med joniska kolossalpilastrar och skulpterade huvuden av odalmän ovanför fönstren på tredje våningen. Bankhallen sträckte sig in i en glastäckt gårdsöverbyggnad av monumental utformning där en klassisk fris i stuck bars upp av doriska pelare och pilastrar. Takvåningen var ursprungligen indragen bakom en balustrad, men fick sin nuvarande utformning 1974–1975 vid en om- och påbyggnad av arkitekterna Forsman & Snellman. 1977 monterades Linderoths kalenderur på fasaden.
Mellan 1970 och 1974 lät man uppföra ett nytt huvudkontor på Hamngatan 12, vilket har kommit att kallas PK-huset.

## Norrmalmstorgsdramat
Den 23 augusti 1973, före sammanslagningen till PKbanken, genomfördes ett rånförsök mot Kreditbankens bankkontor vid Norrmalmstorg i Stockholm. Rånaren Janne Olsson, misslyckades visserligen i sitt uppsåt men lyckades istället ta en gisslan och hålla dem fångna i bankkontorets kassavalv fram till den 28 augusti. Det som utspelade sig har i efterhand blivit känt som Norrmalmstorgsdramat, vilket också är upphov till benämningen på det psykologiska tillstånd som kallas för Stockholmssyndromet.